# Золота баба (фільм)
«Золота баба» (рос. «Золотая баба») — радянський художній фільм 1986 року, поставлений режисером  Віктором Кобзєвим на Свердловській кіностудії за мотивами однойменної історико-пригодницької повісті уральського письменника  Сергія Плеханова, вперше опублікованому у 1985 році у в літературному альманасі «Пригоди-85» видавництва «Молода гвардія».

## Сюжет
Події відбуваються в 30-х роках XVIII століття, на території Середнього Уралу. У непрохідних лісах північного Уралу проживає тайговий народ вогулів (мансі), що зберегли звичаї своїх предків. Як і будь-який народ, вогули мають свою історію, свої традиції і богів, головною з яких вважається Золота Баба — богиня-покровителька вогулів.
Багато століть тому золота статуя богині стояла на вершині гори, і будь-хто міг прийти і попросити її про допомогу. Але пройшли роки, і побоювання за збереження богині, зробленої з чистого золота, змусило вогуличів заховати її від сторонніх очей. Легенди про «золоту бабу» живі в цих краях і до цього дня, і багато мисливців загинуло, намагаючись її відшукати.
Жадібний і честолюбний Тобольський губернатор, дізнавшись про дружбу робітничої людини Івана з вогулами, відправляє його в тайгу на пошуки золотої богині, а в обмін на неї обіцяє повернути йому наречену Анну і дати волю…

## У ролях
- Сергій Парфьонов —  Іван
- Кенжибай Дюсембаєв —  Алпа
- Валентин Голубенко —  Жиляй
- Альберт Філозов —  губернатор Коврін
- Лев Борисов —  прикажчик Тихон, батько Анютки
- Нурмухан Жантурін —  Євдєй
- Гульмира Римбаєва —  Пілай
- Людмила Ніколаєва —  Анна
- Болот Бейшеналієв —  шаман Воюпта
- Мурат Мамбетов — Сайн, вогул

## Знімальна група
- Сценарій: Сергій Плеханов
- Режисер: Віктор Кобзєв
- Оператор: Рудольф Мещерягін
- Композитор: Альгірдас Паулавічюс
- Художник: Валерій Кукенков